# Phoriospongia reticulum
Phoriospongia reticulum är en svampdjursart som beskrevs av Marshall 1880. Phoriospongia reticulum ingår i släktet Phoriospongia och familjen Chondropsidae.
Artens utbredningsområde är havet kring Australien. Inga underarter finns listade i Catalogue of Life.